# Leonard Rosenman
Leonard Rosenman (New York, 7 settembre 1924 – Los Angeles, 4 marzo 2008) è stato un compositore statunitense.
È autore di colonne sonore, musica classica e musica per la televisione. I suoi lavori più famosi comprendono Questa terra è la mia terra, Barry Lyndon, Un uomo chiamato Cavallo, RoboCop 2, L'altra faccia del pianeta delle scimmie, Rotta verso la Terra, Il Signore degli Anelli, Viaggio allucinante, La valle dell'Eden e Gioventù bruciata.

## Filmografia

### Cinema
- La valle dell'Eden (East of Eden, 1955)
- La tela del ragno (The Cobweb, 1955)
- Gioventù bruciata (Rebel Without a Cause, 1955)
- Nel fango della periferia (Edge of the City, 1957)
- Colpevole innocente (The Young Stranger, 1957)
- I giganti toccano il cielo (Bombers B-52, 1957)
- La squadriglia Lafayette (Lafayette Escadrille, 1958), regia di William A. Wellman
- 38º parallelo: missione compiuta (Pork Chop Hill, 1959)
- Jack Diamond gangster (The Rise and Fall of Legs Diamond, 1960)
- Il letto di spine (The Bramble Bush, 1960)
- The Savage Eye (1960)
- Il cielo è affollato (The Crowded Sky, 1960)
- I quattro disperati  (The Plunderers, 1960)
- Il sesto eroe (The Outsider, 1961)
- Sessualità  (The Chapman Report, 1962)
- L'inferno è per gli eroi (Hell Is for Heroes, 1962), regia di Don Siegel
- Tre passi dalla sedia elettrica (Convicts 4,1962)
- Viaggio allucinante (Fantastic Voyage, 1967)
- L'uomo che uccise il suo carnefice (A Covenant with Death, 1967)
- Uomini d'amianto contro l'inferno (Hellfighters, 1968)
- Un uomo chiamato Cavallo (A Man Called Horse, 1970)
- L'altra faccia del pianeta delle scimmie (Beneath the Planet of the Apes, 1970)
- L'idolo (The Todd Killings, 1971)
- Anno 2670 - Ultimo atto (Battle for the Planet of the Apes, 1973)
- In corsa con il diavolo (Race with the Devil, 1975)
- Barry Lyndon (1975)
- Birch Interval (1976)
- Ragazzo di provincia (Gibbsville, 1976)
- La macchina nera (The Car, 1977)
- September 30, 1955 (1977)
- Il Signore degli Anelli (The Lord of the Rings, 1978)
- Promises in the Dark (1979)
- Profezia (Prophecy, 1979)
- Li troverò ad ogni costo (Hide in Plain Sight, 1980)
- La febbre del successo - Jazz Singer (The Jazz Singer, 1980)
- Making Love (1982)
- La foresta silenziosa (Cross Creek, 1983)
- Heart of the Stag (1984)
- Sylvia (1985)
- Rotta verso la Terra (Star Trek IV: The Voyage Home, 1986)
- Body Wars (1989), cortometraggio
- RoboCop 2 (1990)
- Ambition (1991)
- The Color of Evening (1994)
- Mrs. Munck (1995)
- Levitation (1997)
- Jurij (2001)
- Si je t'attrape... (2005), cortometraggio

### Televisione
- Lo sceriffo indiano (Law of the Plainsman) – serie TV (1959)
- Ai confini della realtà (The Twilight Zone) – serie TV, episodio And When the Sky Was Opened (1959)
- La parola alla difesa (The Defenders) – serie TV (1961)
- Il virginiano (The Virginian) – serie TV (1962)
- McKeever & the Colonel – serie TV (1962)
- Combat! – serie TV (1963)
- L'ora di Hitchcock (The Alfred Hitchcock Hour) – serie TV, episodio One of the Family (1965)
- The Undersea World of Jacques Cousteau – serie TV (1966)
- Garrison Commando (Garrison's Gorillas) – serie TV (1967)
- Conto alla rovescia  (Countdown) – film TV (1968)
- Shadow Over Elveron – film TV (1968)
- Any Second Now – film TV (1969)
- This Savage Land – film TV (1969)
- Marcus Welby (Marcus Welby, M.D.) – serie TV (1969)
- Primus – serie TV (1971)
- Vanished – film TV (1971)
- Detective anni trenta (Banyon) – serie TV (1971)
- In piena luce (In Broad Daylight), regia di Robert Day – film TV (1971)
- The Bravos – film TV (1972)
- The Cat Creature – film TV (1973)
- The Phantom of Hollywood – film TV (1974)
- Nakia – serie TV (1974)
- Judge Dee and the Monastery Murders – film TV (1974)
- James Dean: The First American Teenager – film TV (1975)
- The First 36 Hours of Dr. Durant – film TV (1975)
- Sky Heist – film TV (1975)
- Lanigan's Rabbi – film TV (1976)
- Kingston - Dossier paura (Kingston) – film TV (1976)
- Holmes & Yo-Yo – serie TV (1976)
- Quincy (Quincy M.E.) – serie TV (1976)
- Sybil – serie TV (1977)
- The Possessed – film TV (1977)
- Mary White – film TV (1977)
- Un nemico del popolo (An Enemy of the People) – film TV (1978)
- Friendly Fire – film TV (1979)
- Nero Wolfe – film TV (1979)
- Città in fiamme (City in Fear) – film TV (1980)
- Murder in Texas – film TV (1981)
- Falcon Crest – serie TV (1981)
- The Wall – film TV (1982)
- American Playhouse – serie TV, episodio Miss Lonelyhearts (1983)
- Celebrity – miniserie TV (1984)
- The Return of Marcus Welby, M.D. – film TV (1984)
- Heartsounds – film TV (1984)
- First Steps – film TV (1985)
- Storie incredibili (Amazing Stories) – serie TV, episodio No Day at the Beach (1986)
- La promessa di un miracolo (Promised a Miracle) – film TV (1988)
- Where Pigeons Go to Die – film TV (1990)
- Lotta per la vita (Aftermath: A Test of Love) – film TV (1991)
- Keeper of the City – film TV (1991)
- The Face on the Milk Carton – film TV (1995)

## Premi
Vincitore di due premi Oscar per la miglior colonna sonora con i film Barry Lyndon nel 1975 e Questa terra è la mia terra nel 1976.
Ha anche vinto due premi Emmy per i film Sybil del 1976 e Friendly fire nel 1979.